# Erik Expósito
Erik Expósito (Santa Cruz de Tenerife, 1996. június 23. –) spanyol labdarúgó, a katari el-Áhlí csatár.

## Pályafutása
Expósito a spanyolországi Santa Cruz de Tenerife városában született. Az ifjúsági pályafutását az Unión La Paz, a Verdellada, a Paracuellos, a Barranco Hondo és a Lorquí csapatában kezdte, majd a Málaga akadémiájánál folytatta.
2015-ben mutatkozott be a Málaga tartalékkeretében. 2016-ban a Deportivo Rayo Cantabria, míg 2017-ben az első osztályban szereplő Las Palmas szerződtette. A 2018–19-es szezonban a másodosztályú Córdoba csapatát erősítette kölcsönben. 2019. július 1-jén a lengyel első osztályban érdekelt Śląsk Wrocławhoz igazolt. Először a 2019. július 20-ai, Wisła Kraków ellen 1–0-ra megnyert mérkőzés 86. percében, Daniel Szczepan cseréjeként lépett pályára. Első gólját 2019. július 28-án, a Piast Gliwice ellen 2–1-es győzelemmel zárult találkozón szerezte meg.
2024. július 4-én hároméves szerződést kötött a katari el-Áhlí csapatával.

## Statisztikák
2023. március 10. szerint
| Klub                 | Szezon   | Osztály          | Bajnokság | Bajnokság | Kupa és Ligakupa | Kupa és Ligakupa | Nemzetközi | Nemzetközi | Összesen | Összesen |
| Klub                 | Szezon   | Osztály          | Meccs     | Gól       | Meccs            | Gól              | Meccs      | Gól        | Meccs    | Gól      |
| -------------------- | -------- | ---------------- | --------- | --------- | ---------------- | ---------------- | ---------- | ---------- | -------- | -------- |
| Las Palmas           | 2016–17  | La Liga          | 2         | 0         | 0                | 0                | —          | —          | 2        | 0        |
| Las Palmas           | 2017–18  | La Liga          | 10        | 1         | 0                | 0                | —          | —          | 10       | 1        |
| Las Palmas           | Összesen | Összesen         | 12        | 1         | 0                | 0                | 0          | 0          | 12       | 1        |
| Córdoba (kölcsönben) | 2018–19  | Segunda División | 7         | 0         | 3                | 0                | —          | —          | 10       | 0        |
| Śląsk Wrocław        | 2019–20  | Ekstraklasa      | 35        | 8         | 1                | 0                | —          | —          | 36       | 8        |
| Śląsk Wrocław        | 2020–21  | Ekstraklasa      | 27        | 9         | 0                | 0                | —          | —          | 27       | 9        |
| Śląsk Wrocław        | 2021–22  | Ekstraklasa      | 28        | 11        | 1                | 0                | 5          | 1          | 34       | 12       |
| Śląsk Wrocław        | 2022–23  | Ekstraklasa      | 22        | 5         | 4                | 3                | —          | —          | 26       | 8        |
| Śląsk Wrocław        | Összesen | Összesen         | 112       | 33        | 6                | 3                | 5          | 1          | 123      | 37       |
| Összesen             | Összesen | Összesen         | 131       | 34        | 9                | 3                | 5          | 1          | 145      | 38       |